# 異脈類
韁翅下目（Heteroneura）又稱異脈亞目，是昆蟲綱鱗翅目中的一個自然群（或进化支），佔所有蝴蝶和飛蛾的99%以上。異脈亞目下屬物種喜歡在夜間活動。